# Помоћне линије
У музици помоћне линије се још зову и помоћнице, црте, цртице, помоћне црт[е]ице, пацрте, помоћни линијски систем (фр. lignes). То су додатне црте које се користе у музичкој нотацији да би се просторно ограничени линијски систем проширио навише и наниже, јер се у њега може записати само 11 различитих основних нота.

## Неколико правила код писања помоћних линија
1. Ради прегледности и јасноће нотног текста, приликом писања помоћних линија треба обратити пажњу  да помоћне линије буду (као на другој слици десно):
2. Предзнаке треба писати у висини нотне главе и испред ње (као на другој слици десно), а не у висини помоћних линија, тј. испред њих!